# Калмиківка (Міловська селищна громада)
Калми́ківка — село в Україні, у Міловській селищній громаді Старобільського району Луганської області. Населення становить 596 осіб. Колишній орган місцевого самоврядування — Стрільцівська сільська рада.

## Історія
За даними на 1864 рік на казенному хуторі Калмиків Старобільського повіту Харківської губернії мешкало 1152 особи (578 чоловічої статі та 574 — жіночої), налічувалось 130 дворових господарства.
Станом на 1885 рік на колишньому державному хуторі Стрільцівська волості, мешкало 1094 особи налічувалось 180 дворових господарств.
За переписом 1897 року кількість мешканців зросла до 1508 осіб (766 чоловічої статі та 742 — жіночої), з яких всі — православної віри.
За даними на 1914 рік у слободі проживало 1992 мешканців.
Село постраждало внаслідок геноциду українського народу, вчиненого урядом СССР у 1932—1933 роках, кількість встановлених жертв у Калмиківській сільській раді — 199 людей.

## Населення
За даними перепису 2001 року населення села становило 596 осіб, з них 94,97 % зазначили рідною мову українську, 4,7 % — російську, а 0,33 % — іншу.

## Також
- Перелік населених пунктів, що постраждали від Голодомору 1932-1933, Луганська область